# توم بوب
توم بوب (بالإنجليزية: Tom Pope)‏ هو لاعب كرة قدم بريطاني في مركز الهجوم، ولد في 27 أغسطس 1985 في ستوك أون ترينت في المملكة المتحدة. لعب مع بورت فايل ونادي بارو ونادي بوري ونادي روذرهام يونايتد ونادي كرو ألكساندرا.

## وصلات خارجية
- توم بوب على موقع قاعدة بيانات كرة القدم.إي يو (الإنجليزية)
- توم بوب على موقع Soccerbase.com (لاعب) (الإنجليزية)
- توم بوب على موقع عالم كرة القدم.نت (الإنجليزية)